# Pumptjärnen, Västerbotten
Pumptjärnen är en sjö i Bastuträsk i Norsjö kommun i Västerbotten och ingår i Skellefteälvens huvudavrinningsområde.